# Линдгрен, Бо
Бо Линдгрен, Бу Вальдемар Линдгрен (швед. Bo Waldemar Lindgren; 26 февраля 1927, Лидингё — 4 июня 2011, Лидингё) — шведский шахматный композитор, гроссмейстер (1980) и международный арбитр (1966) по шахматной композиции. Редактор отдела задач журнала «Скакбладет» (1952—1957). Журналист.
С 1942 опубликовал свыше 400 задач, из них свыше 40 удостоены первых призов на конкурсах. Составляет задачи всех жанров; излюбленная тема — превращение пешек в разные фигуры и задачи на правильные маты (паты).

## Задачи
|   | a | b | c | d | e | f | g | h |   |
| - | --- | --- | --- | --- | --- | --- | --- | --- | - |
| 8 | f7 белый король · f6 белый конь · h6 белый слон · f5 чёрный король · d4 белая пешка · e4 чёрная пешка · h3 белый конь · e2 белая пешка | f7 белый король · f6 белый конь · h6 белый слон · f5 чёрный король · d4 белая пешка · e4 чёрная пешка · h3 белый конь · e2 белая пешка | f7 белый король · f6 белый конь · h6 белый слон · f5 чёрный король · d4 белая пешка · e4 чёрная пешка · h3 белый конь · e2 белая пешка | f7 белый король · f6 белый конь · h6 белый слон · f5 чёрный король · d4 белая пешка · e4 чёрная пешка · h3 белый конь · e2 белая пешка | f7 белый король · f6 белый конь · h6 белый слон · f5 чёрный король · d4 белая пешка · e4 чёрная пешка · h3 белый конь · e2 белая пешка | f7 белый король · f6 белый конь · h6 белый слон · f5 чёрный король · d4 белая пешка · e4 чёрная пешка · h3 белый конь · e2 белая пешка | f7 белый король · f6 белый конь · h6 белый слон · f5 чёрный король · d4 белая пешка · e4 чёрная пешка · h3 белый конь · e2 белая пешка | f7 белый король · f6 белый конь · h6 белый слон · f5 чёрный король · d4 белая пешка · e4 чёрная пешка · h3 белый конь · e2 белая пешка | 8 |
| 7 | f7 белый король · f6 белый конь · h6 белый слон · f5 чёрный король · d4 белая пешка · e4 чёрная пешка · h3 белый конь · e2 белая пешка | f7 белый король · f6 белый конь · h6 белый слон · f5 чёрный король · d4 белая пешка · e4 чёрная пешка · h3 белый конь · e2 белая пешка | f7 белый король · f6 белый конь · h6 белый слон · f5 чёрный король · d4 белая пешка · e4 чёрная пешка · h3 белый конь · e2 белая пешка | f7 белый король · f6 белый конь · h6 белый слон · f5 чёрный король · d4 белая пешка · e4 чёрная пешка · h3 белый конь · e2 белая пешка | f7 белый король · f6 белый конь · h6 белый слон · f5 чёрный король · d4 белая пешка · e4 чёрная пешка · h3 белый конь · e2 белая пешка | f7 белый король · f6 белый конь · h6 белый слон · f5 чёрный король · d4 белая пешка · e4 чёрная пешка · h3 белый конь · e2 белая пешка | f7 белый король · f6 белый конь · h6 белый слон · f5 чёрный король · d4 белая пешка · e4 чёрная пешка · h3 белый конь · e2 белая пешка | f7 белый король · f6 белый конь · h6 белый слон · f5 чёрный король · d4 белая пешка · e4 чёрная пешка · h3 белый конь · e2 белая пешка | 7 |
| 6 | f7 белый король · f6 белый конь · h6 белый слон · f5 чёрный король · d4 белая пешка · e4 чёрная пешка · h3 белый конь · e2 белая пешка | f7 белый король · f6 белый конь · h6 белый слон · f5 чёрный король · d4 белая пешка · e4 чёрная пешка · h3 белый конь · e2 белая пешка | f7 белый король · f6 белый конь · h6 белый слон · f5 чёрный король · d4 белая пешка · e4 чёрная пешка · h3 белый конь · e2 белая пешка | f7 белый король · f6 белый конь · h6 белый слон · f5 чёрный король · d4 белая пешка · e4 чёрная пешка · h3 белый конь · e2 белая пешка | f7 белый король · f6 белый конь · h6 белый слон · f5 чёрный король · d4 белая пешка · e4 чёрная пешка · h3 белый конь · e2 белая пешка | f7 белый король · f6 белый конь · h6 белый слон · f5 чёрный король · d4 белая пешка · e4 чёрная пешка · h3 белый конь · e2 белая пешка | f7 белый король · f6 белый конь · h6 белый слон · f5 чёрный король · d4 белая пешка · e4 чёрная пешка · h3 белый конь · e2 белая пешка | f7 белый король · f6 белый конь · h6 белый слон · f5 чёрный король · d4 белая пешка · e4 чёрная пешка · h3 белый конь · e2 белая пешка | 6 |
| 5 | f7 белый король · f6 белый конь · h6 белый слон · f5 чёрный король · d4 белая пешка · e4 чёрная пешка · h3 белый конь · e2 белая пешка | f7 белый король · f6 белый конь · h6 белый слон · f5 чёрный король · d4 белая пешка · e4 чёрная пешка · h3 белый конь · e2 белая пешка | f7 белый король · f6 белый конь · h6 белый слон · f5 чёрный король · d4 белая пешка · e4 чёрная пешка · h3 белый конь · e2 белая пешка | f7 белый король · f6 белый конь · h6 белый слон · f5 чёрный король · d4 белая пешка · e4 чёрная пешка · h3 белый конь · e2 белая пешка | f7 белый король · f6 белый конь · h6 белый слон · f5 чёрный король · d4 белая пешка · e4 чёрная пешка · h3 белый конь · e2 белая пешка | f7 белый король · f6 белый конь · h6 белый слон · f5 чёрный король · d4 белая пешка · e4 чёрная пешка · h3 белый конь · e2 белая пешка | f7 белый король · f6 белый конь · h6 белый слон · f5 чёрный король · d4 белая пешка · e4 чёрная пешка · h3 белый конь · e2 белая пешка | f7 белый король · f6 белый конь · h6 белый слон · f5 чёрный король · d4 белая пешка · e4 чёрная пешка · h3 белый конь · e2 белая пешка | 5 |
| 4 | f7 белый король · f6 белый конь · h6 белый слон · f5 чёрный король · d4 белая пешка · e4 чёрная пешка · h3 белый конь · e2 белая пешка | f7 белый король · f6 белый конь · h6 белый слон · f5 чёрный король · d4 белая пешка · e4 чёрная пешка · h3 белый конь · e2 белая пешка | f7 белый король · f6 белый конь · h6 белый слон · f5 чёрный король · d4 белая пешка · e4 чёрная пешка · h3 белый конь · e2 белая пешка | f7 белый король · f6 белый конь · h6 белый слон · f5 чёрный король · d4 белая пешка · e4 чёрная пешка · h3 белый конь · e2 белая пешка | f7 белый король · f6 белый конь · h6 белый слон · f5 чёрный король · d4 белая пешка · e4 чёрная пешка · h3 белый конь · e2 белая пешка | f7 белый король · f6 белый конь · h6 белый слон · f5 чёрный король · d4 белая пешка · e4 чёрная пешка · h3 белый конь · e2 белая пешка | f7 белый король · f6 белый конь · h6 белый слон · f5 чёрный король · d4 белая пешка · e4 чёрная пешка · h3 белый конь · e2 белая пешка | f7 белый король · f6 белый конь · h6 белый слон · f5 чёрный король · d4 белая пешка · e4 чёрная пешка · h3 белый конь · e2 белая пешка | 4 |
| 3 | f7 белый король · f6 белый конь · h6 белый слон · f5 чёрный король · d4 белая пешка · e4 чёрная пешка · h3 белый конь · e2 белая пешка | f7 белый король · f6 белый конь · h6 белый слон · f5 чёрный король · d4 белая пешка · e4 чёрная пешка · h3 белый конь · e2 белая пешка | f7 белый король · f6 белый конь · h6 белый слон · f5 чёрный король · d4 белая пешка · e4 чёрная пешка · h3 белый конь · e2 белая пешка | f7 белый король · f6 белый конь · h6 белый слон · f5 чёрный король · d4 белая пешка · e4 чёрная пешка · h3 белый конь · e2 белая пешка | f7 белый король · f6 белый конь · h6 белый слон · f5 чёрный король · d4 белая пешка · e4 чёрная пешка · h3 белый конь · e2 белая пешка | f7 белый король · f6 белый конь · h6 белый слон · f5 чёрный король · d4 белая пешка · e4 чёрная пешка · h3 белый конь · e2 белая пешка | f7 белый король · f6 белый конь · h6 белый слон · f5 чёрный король · d4 белая пешка · e4 чёрная пешка · h3 белый конь · e2 белая пешка | f7 белый король · f6 белый конь · h6 белый слон · f5 чёрный король · d4 белая пешка · e4 чёрная пешка · h3 белый конь · e2 белая пешка | 3 |
| 2 | f7 белый король · f6 белый конь · h6 белый слон · f5 чёрный король · d4 белая пешка · e4 чёрная пешка · h3 белый конь · e2 белая пешка | f7 белый король · f6 белый конь · h6 белый слон · f5 чёрный король · d4 белая пешка · e4 чёрная пешка · h3 белый конь · e2 белая пешка | f7 белый король · f6 белый конь · h6 белый слон · f5 чёрный король · d4 белая пешка · e4 чёрная пешка · h3 белый конь · e2 белая пешка | f7 белый король · f6 белый конь · h6 белый слон · f5 чёрный король · d4 белая пешка · e4 чёрная пешка · h3 белый конь · e2 белая пешка | f7 белый король · f6 белый конь · h6 белый слон · f5 чёрный король · d4 белая пешка · e4 чёрная пешка · h3 белый конь · e2 белая пешка | f7 белый король · f6 белый конь · h6 белый слон · f5 чёрный король · d4 белая пешка · e4 чёрная пешка · h3 белый конь · e2 белая пешка | f7 белый король · f6 белый конь · h6 белый слон · f5 чёрный король · d4 белая пешка · e4 чёрная пешка · h3 белый конь · e2 белая пешка | f7 белый король · f6 белый конь · h6 белый слон · f5 чёрный король · d4 белая пешка · e4 чёрная пешка · h3 белый конь · e2 белая пешка | 2 |
| 1 | f7 белый король · f6 белый конь · h6 белый слон · f5 чёрный король · d4 белая пешка · e4 чёрная пешка · h3 белый конь · e2 белая пешка | f7 белый король · f6 белый конь · h6 белый слон · f5 чёрный король · d4 белая пешка · e4 чёрная пешка · h3 белый конь · e2 белая пешка | f7 белый король · f6 белый конь · h6 белый слон · f5 чёрный король · d4 белая пешка · e4 чёрная пешка · h3 белый конь · e2 белая пешка | f7 белый король · f6 белый конь · h6 белый слон · f5 чёрный король · d4 белая пешка · e4 чёрная пешка · h3 белый конь · e2 белая пешка | f7 белый король · f6 белый конь · h6 белый слон · f5 чёрный король · d4 белая пешка · e4 чёрная пешка · h3 белый конь · e2 белая пешка | f7 белый король · f6 белый конь · h6 белый слон · f5 чёрный король · d4 белая пешка · e4 чёрная пешка · h3 белый конь · e2 белая пешка | f7 белый король · f6 белый конь · h6 белый слон · f5 чёрный король · d4 белая пешка · e4 чёрная пешка · h3 белый конь · e2 белая пешка | f7 белый король · f6 белый конь · h6 белый слон · f5 чёрный король · d4 белая пешка · e4 чёрная пешка · h3 белый конь · e2 белая пешка | 1 |
|   | a | b | c | d | e | f | g | h |   |

Иллюзорная игра: 

1...e3 2.Kf2 ef 3.e4#.

Решение: 

1.Cc1! e3 2.Cd2 ed 3.e4#.

Дважды чёрная пешка освобождает линию для белой, дающей правильный мат.
|   | a | b | c | d | e | f | g | h |   |
| - | --- | --- | --- | --- | --- | --- | --- | --- | - |
| 8 | h7 белый король · b3 белая пешка · e3 чёрная пешка · c2 белый ферзь · e2 белая пешка · a1 чёрный король | h7 белый король · b3 белая пешка · e3 чёрная пешка · c2 белый ферзь · e2 белая пешка · a1 чёрный король | h7 белый король · b3 белая пешка · e3 чёрная пешка · c2 белый ферзь · e2 белая пешка · a1 чёрный король | h7 белый король · b3 белая пешка · e3 чёрная пешка · c2 белый ферзь · e2 белая пешка · a1 чёрный король | h7 белый король · b3 белая пешка · e3 чёрная пешка · c2 белый ферзь · e2 белая пешка · a1 чёрный король | h7 белый король · b3 белая пешка · e3 чёрная пешка · c2 белый ферзь · e2 белая пешка · a1 чёрный король | h7 белый король · b3 белая пешка · e3 чёрная пешка · c2 белый ферзь · e2 белая пешка · a1 чёрный король | h7 белый король · b3 белая пешка · e3 чёрная пешка · c2 белый ферзь · e2 белая пешка · a1 чёрный король | 8 |
| 7 | h7 белый король · b3 белая пешка · e3 чёрная пешка · c2 белый ферзь · e2 белая пешка · a1 чёрный король | h7 белый король · b3 белая пешка · e3 чёрная пешка · c2 белый ферзь · e2 белая пешка · a1 чёрный король | h7 белый король · b3 белая пешка · e3 чёрная пешка · c2 белый ферзь · e2 белая пешка · a1 чёрный король | h7 белый король · b3 белая пешка · e3 чёрная пешка · c2 белый ферзь · e2 белая пешка · a1 чёрный король | h7 белый король · b3 белая пешка · e3 чёрная пешка · c2 белый ферзь · e2 белая пешка · a1 чёрный король | h7 белый король · b3 белая пешка · e3 чёрная пешка · c2 белый ферзь · e2 белая пешка · a1 чёрный король | h7 белый король · b3 белая пешка · e3 чёрная пешка · c2 белый ферзь · e2 белая пешка · a1 чёрный король | h7 белый король · b3 белая пешка · e3 чёрная пешка · c2 белый ферзь · e2 белая пешка · a1 чёрный король | 7 |
| 6 | h7 белый король · b3 белая пешка · e3 чёрная пешка · c2 белый ферзь · e2 белая пешка · a1 чёрный король | h7 белый король · b3 белая пешка · e3 чёрная пешка · c2 белый ферзь · e2 белая пешка · a1 чёрный король | h7 белый король · b3 белая пешка · e3 чёрная пешка · c2 белый ферзь · e2 белая пешка · a1 чёрный король | h7 белый король · b3 белая пешка · e3 чёрная пешка · c2 белый ферзь · e2 белая пешка · a1 чёрный король | h7 белый король · b3 белая пешка · e3 чёрная пешка · c2 белый ферзь · e2 белая пешка · a1 чёрный король | h7 белый король · b3 белая пешка · e3 чёрная пешка · c2 белый ферзь · e2 белая пешка · a1 чёрный король | h7 белый король · b3 белая пешка · e3 чёрная пешка · c2 белый ферзь · e2 белая пешка · a1 чёрный король | h7 белый король · b3 белая пешка · e3 чёрная пешка · c2 белый ферзь · e2 белая пешка · a1 чёрный король | 6 |
| 5 | h7 белый король · b3 белая пешка · e3 чёрная пешка · c2 белый ферзь · e2 белая пешка · a1 чёрный король | h7 белый король · b3 белая пешка · e3 чёрная пешка · c2 белый ферзь · e2 белая пешка · a1 чёрный король | h7 белый король · b3 белая пешка · e3 чёрная пешка · c2 белый ферзь · e2 белая пешка · a1 чёрный король | h7 белый король · b3 белая пешка · e3 чёрная пешка · c2 белый ферзь · e2 белая пешка · a1 чёрный король | h7 белый король · b3 белая пешка · e3 чёрная пешка · c2 белый ферзь · e2 белая пешка · a1 чёрный король | h7 белый король · b3 белая пешка · e3 чёрная пешка · c2 белый ферзь · e2 белая пешка · a1 чёрный король | h7 белый король · b3 белая пешка · e3 чёрная пешка · c2 белый ферзь · e2 белая пешка · a1 чёрный король | h7 белый король · b3 белая пешка · e3 чёрная пешка · c2 белый ферзь · e2 белая пешка · a1 чёрный король | 5 |
| 4 | h7 белый король · b3 белая пешка · e3 чёрная пешка · c2 белый ферзь · e2 белая пешка · a1 чёрный король | h7 белый король · b3 белая пешка · e3 чёрная пешка · c2 белый ферзь · e2 белая пешка · a1 чёрный король | h7 белый король · b3 белая пешка · e3 чёрная пешка · c2 белый ферзь · e2 белая пешка · a1 чёрный король | h7 белый король · b3 белая пешка · e3 чёрная пешка · c2 белый ферзь · e2 белая пешка · a1 чёрный король | h7 белый король · b3 белая пешка · e3 чёрная пешка · c2 белый ферзь · e2 белая пешка · a1 чёрный король | h7 белый король · b3 белая пешка · e3 чёрная пешка · c2 белый ферзь · e2 белая пешка · a1 чёрный король | h7 белый король · b3 белая пешка · e3 чёрная пешка · c2 белый ферзь · e2 белая пешка · a1 чёрный король | h7 белый король · b3 белая пешка · e3 чёрная пешка · c2 белый ферзь · e2 белая пешка · a1 чёрный король | 4 |
| 3 | h7 белый король · b3 белая пешка · e3 чёрная пешка · c2 белый ферзь · e2 белая пешка · a1 чёрный король | h7 белый король · b3 белая пешка · e3 чёрная пешка · c2 белый ферзь · e2 белая пешка · a1 чёрный король | h7 белый король · b3 белая пешка · e3 чёрная пешка · c2 белый ферзь · e2 белая пешка · a1 чёрный король | h7 белый король · b3 белая пешка · e3 чёрная пешка · c2 белый ферзь · e2 белая пешка · a1 чёрный король | h7 белый король · b3 белая пешка · e3 чёрная пешка · c2 белый ферзь · e2 белая пешка · a1 чёрный король | h7 белый король · b3 белая пешка · e3 чёрная пешка · c2 белый ферзь · e2 белая пешка · a1 чёрный король | h7 белый король · b3 белая пешка · e3 чёрная пешка · c2 белый ферзь · e2 белая пешка · a1 чёрный король | h7 белый король · b3 белая пешка · e3 чёрная пешка · c2 белый ферзь · e2 белая пешка · a1 чёрный король | 3 |
| 2 | h7 белый король · b3 белая пешка · e3 чёрная пешка · c2 белый ферзь · e2 белая пешка · a1 чёрный король | h7 белый король · b3 белая пешка · e3 чёрная пешка · c2 белый ферзь · e2 белая пешка · a1 чёрный король | h7 белый король · b3 белая пешка · e3 чёрная пешка · c2 белый ферзь · e2 белая пешка · a1 чёрный король | h7 белый король · b3 белая пешка · e3 чёрная пешка · c2 белый ферзь · e2 белая пешка · a1 чёрный король | h7 белый король · b3 белая пешка · e3 чёрная пешка · c2 белый ферзь · e2 белая пешка · a1 чёрный король | h7 белый король · b3 белая пешка · e3 чёрная пешка · c2 белый ферзь · e2 белая пешка · a1 чёрный король | h7 белый король · b3 белая пешка · e3 чёрная пешка · c2 белый ферзь · e2 белая пешка · a1 чёрный король | h7 белый король · b3 белая пешка · e3 чёрная пешка · c2 белый ферзь · e2 белая пешка · a1 чёрный король | 2 |
| 1 | h7 белый король · b3 белая пешка · e3 чёрная пешка · c2 белый ферзь · e2 белая пешка · a1 чёрный король | h7 белый король · b3 белая пешка · e3 чёрная пешка · c2 белый ферзь · e2 белая пешка · a1 чёрный король | h7 белый король · b3 белая пешка · e3 чёрная пешка · c2 белый ферзь · e2 белая пешка · a1 чёрный король | h7 белый король · b3 белая пешка · e3 чёрная пешка · c2 белый ферзь · e2 белая пешка · a1 чёрный король | h7 белый король · b3 белая пешка · e3 чёрная пешка · c2 белый ферзь · e2 белая пешка · a1 чёрный король | h7 белый король · b3 белая пешка · e3 чёрная пешка · c2 белый ферзь · e2 белая пешка · a1 чёрный король | h7 белый король · b3 белая пешка · e3 чёрная пешка · c2 белый ферзь · e2 белая пешка · a1 чёрный король | h7 белый король · b3 белая пешка · e3 чёрная пешка · c2 белый ферзь · e2 белая пешка · a1 чёрный король | 1 |
|   | a | b | c | d | e | f | g | h |   |

1.Фc3+! Крb1 2.b4 Крa2 3.b5 Крb1 4.b6 Крa2 5.b7 Крb1 6.b8Ф(Л)+ Kpa2 7.Фb2(a5)# 

1...Крa2 2.Kpg6 (но не 2.b4? Крb1 3.b5 Крa2 4.b6 Kpb1 5.b7 Крa2 6.b8Ф — пат) 

2...Крb1 3.Крf5 Крa2 4.Крe4 Крb1 5.Крd3 Кра2 6.Крc2 Кра3 7.Фa5# 

Другие ходы ферзём приводят к пату: 
- 1.Фc1+? Крa2 ... 5.b7 Крa2!,
- 1.Фd3? ... 5.b7 Крc1!,
- 1.Фc4? ... 5.b7 Крa3!,
- 1.Фc5? ... 5.b7 Крa4!,
- 1.Фc6? ... 5.b7 Крa5!,
- 1.Фc7? ... 5.b7 Крa6!,
- 1.Фc8? ... 6.b8Ф Крa5!

## Книги
- Maskrosor, Kbh., 1978.